# Trofeu dels Campions d'Haití
El Trophée des Champions d'Haïti o Trofeu dels Campions d'Haití fou una competició de futbol d'Haití que enfrontava els campions dels tornejos d'Obertura i Clausura.

## Historial
Font:
| Temporada | Campió             | Resultat      | Finalista            |
| --------- | ------------------ | ------------- | -------------------- |
| 2006      | Don Bosco FC       | 0-0 [2-1 pen] | Aigle Noir AC        |
| 2007      | Baltimore SC       | 1-0           | Cavaly AS            |
| 2008      | Tempête FC         | 3-1           | Racing FC Gonaïves   |
| 2009      | Tempête FC         | 3-1           | Racing Club Haïtien  |
| 2010-11   | Tempête FC         | 2-0           | Victory SC           |
| 2011      | Baltimore SC       | 0-0 [9-8 pen] | Tempête FC           |
| 2012      | no es disputà      | no es disputà | no es disputà        |
| 2013      | Baltimore SC       | 2-1           | AS Mirebalais        |
| 2014      | Don Bosco FC       | 0-0 [4-1 pen] | América FC des Cayes |
| 2015      | FICA               | 1-1 [4-3 pen] | Don Bosco FC         |
| 2016      | Racing FC Gonaïves | 1-0           | FICA                 |
| 2017      | AS Capoise         | 2-1           | Real Hope FA         |
| 2018      | AS Capoise         | 1-0 [4-3 pen] | Don Bosco FC         |